# Kafr Susa
Kafar Susa (àrab: كَفْر سُوسَة, Kafr Sūsa) és un districte de Damasc, la capital de Síria. És situat a la part sud-oest de la ciutat i és la seu del Consell de Ministres de Síria i del Ministeri d'Afers Exteriors i Expatriats.

## Etimologia
El barri va ser històricament un suburbi agrícola de l'Antic Damasc. La paraula Kafr (siríac: ܟܦܪ) significa ‘granja’', i Susa deriva de també del siríac clàssic ܣܘܣܝܐ, sūsyā, que significa ‘cavall’. Per tant, el nom significaria, en siríac, ‘granja de cavalls'. Així apareix esmentat pel geògraf del segle xii Yaqut al-Hamawí a la seva obra Diccionari de països.

## Història
Avui és un dels barris més rics i moderns de la ciutat. Inclou diversos estils de viles, edificis d'apartaments i condominis. El barri encara té algunes granges i un antic mercat de pagès, així com dos centres comercials i diversos edificis governamentals/oficials, inclòs el Ministeri d'Afers Exteriors. També es troba a prop dels barris originals de l'Antic Damasc.

Situació del districte de Kafr Susa a Damasc.

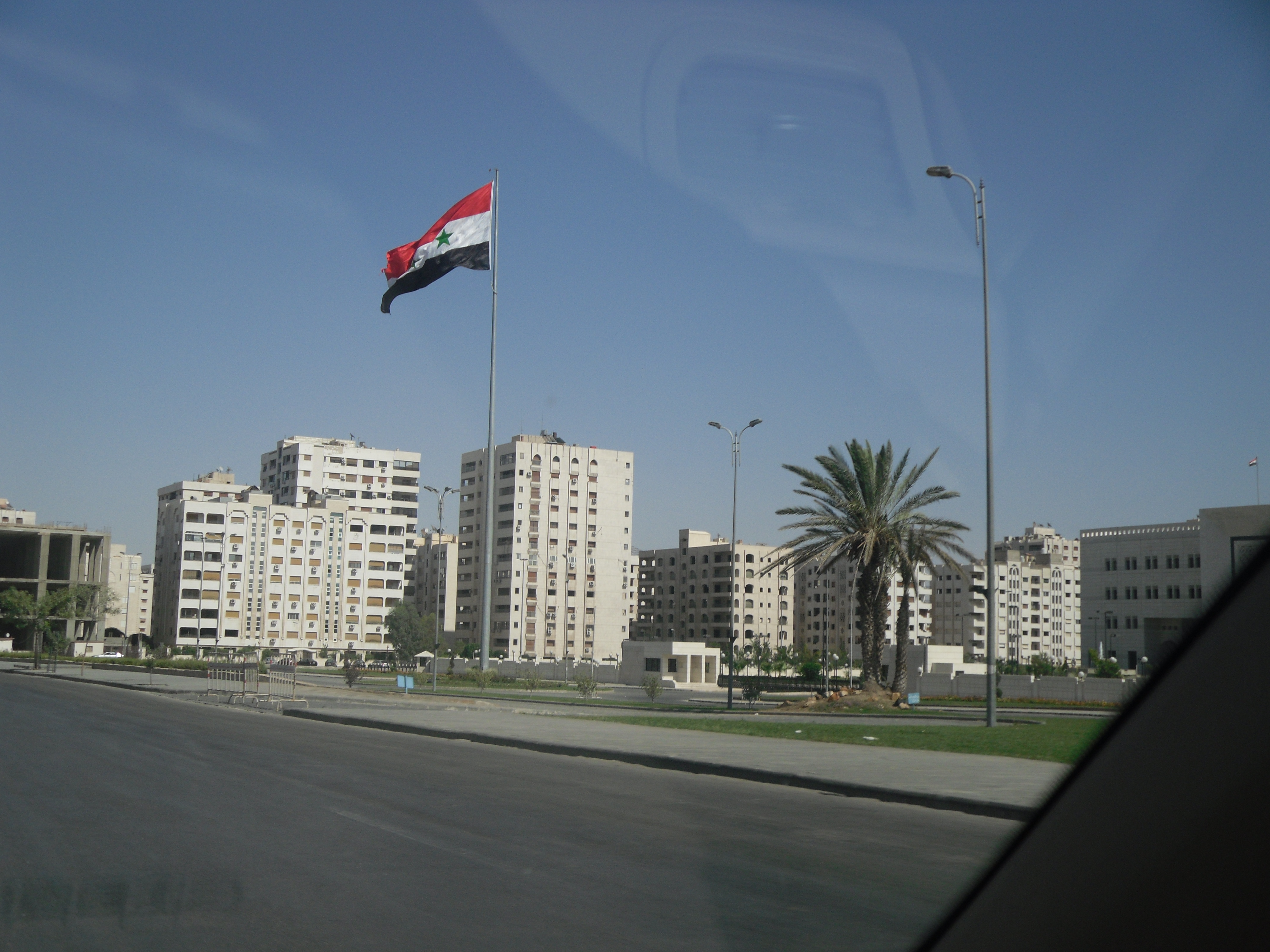
Kafr Susa. Prop del Ministeri d'afers exteriors.

Imad Mughniyah, líder de l'Hezbol·là, hi va ser assassinat el 2008.
El barri va participar en les protestes de 2011. Aquell mateix any, dos atemptats coordinats a Kafr Susa van matar 44 persones i van ferir-ne 166 més.
El 2015 s'hi va obrir un parc en honor al líder nord-coreà Kim Il Sung.
El febrer de 2023, un atac amb míssils israelià va impactar contra un soterrani a Kafr Susa, matant diverses persones.